# Frank Henry
Frank Henry (ur. 15 grudnia 1909 w Cambridge, zm. 25 sierpnia 1989 w Chesterfield), amerykański jeździec sportowy. Trzykrotny medalista olimpijski z Londynu.
Największe sukcesy odnosił w konkurencji WKKW. W Londynie zdobył dwa medale, w konkursie indywidualnym srebro i złoto w rywalizacji drużynowej. W drużynie był drugi również w ujeżdżeniu. Był zawodowym wojskowym.

## Starty olimpijskie (medale)
Londyn 1948
- WKKW: konkurs drużynowy (na koniu Swing Low) –  złoto
- WKKW: konkurs indywidualny (Swing Low) –  srebro
- ujeżdżenie: konkurs drużynowy (Reno Overdo) –  srebro